# Ianius
Ianius là một chi bướm đêm thuộc họ Erebidae.

## Loài
- Ianius mosca Dyar, 1910